# Fambach
Fambach är en kommun och ort i Landkreis Schmalkalden-Meiningen i förbundslandet Thüringen i Tyskland.
Kommunen ingår i förvaltningsgemenskapen Breitungen/Werra tillsammans med kommunerna Breitungen/Werra, Rosa och Roßdorf.